# Wilfred Elrington
Wilfred Peter Elrington, Sedi Elrington (ur. 20 listopada 1948 w Belize) – belizeński prawnik, dziennikarz i polityk, członek Zjednoczonej Partii Demokratycznej, poseł z okręgu Pickstock, minister spraw zagranicznych Belize od 2008 roku oraz prokurator generalny od 2008 roku.

## Życiorys

### Wykształcenie i praca zawodowa
Ukończył prawo na University of the West Indies i po studiach pracował w zawodzie, jako partner w prywatnej kancelarii prawniczej – Law Firm of Pitts & Elrington. Pracował również w Sądzie Najwyższym Belize.

### Kariera polityczna
Pełnił funkcję senatora, od 2008 roku jest posłem do niższej izby parlamentu z okręgu Pickstock z ramienia Zjednoczonej Partii Demokratycznej. Po zwycięskiej dla tej partii wyborach w 2008 roku objął urząd ministra spraw zagranicznych i handlu międzynarodowego oraz prokuratora generalnego w nowym rządzie Deana Barrowa. W wyborach parlamentarnych w Belize w 2012 roku, ponownie wygranych przez Zjednoczoną Partię Demokratyczną ponownie dostał się do parlamentu, w wyborach pokonał przedstawiciela PUP: Francisa Donalda Smitha, zdobywając 1038 głosów (stosunek głosów: 51,11% do 47,07%). W nowym rządzie premiera Deana Barrowa objął uprzednio sprawowane stanowiska.

## Życie prywatne
Żonaty z Barbarą Wright Elrington, mają czworo dzieci.